# La Loi selon McClain
La loi selon McClain (McClain's Law) est une série télévisée américaine en seize épisodes de 45 minutes, créée par Eric Bercovici et diffusée entre le 20 novembre 1981 et le 20 mars 1982 sur le réseau NBC.
En France, la série a été diffusée du 11 juin 1989 au 17 septembre 1989 sur FR3.

## Synopsis
Jim McClain est un officier de police retraité qui s'adonne à la pêche. Frustré par l'inefficacité de la police à la suite de l'assassinat de son ami et ancien partenaire Sid Lammon, il prend les choses en mains et finit par être réintégré en tant que policier pour partager son expérience avec une nouvelle génération de jeunes enquêteurs.

## Distribution
- James Arness (VF : André Valmy) : Détective Jim McClain
- George DiCenzo (VF : Francis Lax) : Lieutenant Edward DeNisco
- Marshall Colt (VF : bernard murat) : Détective Harry Gates
- Carl Franklin (VF : Med Hondo) : Détective Jerry Cross

## Épisodes
1. La Loi selon McClain, première partie (Pilot - Part 1)
2. La Loi selon McClain, deuxième partie (Pilot - Part 2)
3. Requiem pour un flic (Requiem for a Narc)
4. Le temps du péril (A Time of Peril)
5. Prenez garde aux victimes (Let the Victims Beware)
6. Portait d'une playmate (Portrait of a Playmate)
7. Pour sauver La reine (To Save the Queen)
8. Une question d'honneur (A Matter of Honor)
9. La Marque de la Bête, première partie (The Sign of the Beast - Part 1)
10. La Marque de la Bête, deuxième partie (The Sign of the Beast - Part 2)
11. Patric (What Patric Doesn't Know)
12. Feu vert (Green Light)
13. Abus de pouvoir (Use of Deadly Force)
14. Prise de contrôle (Takeover)
15. La vérité sort de la bouche des enfants (For the Mouths of Babes)
16. Le dernier héros (The Last Hero)